# Barranc de la Plana (Mont-ros)
El Torrent de la Plana, és un dels barrancs del terme de la Torre de Cabdella, dins de l'antic terme de Mont-ros.